# Galumna fordi
Galumna fordi är en kvalsterart som först beskrevs av Arthur P. Jacot 1934.  Galumna fordi ingår i släktet Galumna och familjen Galumnidae. Inga underarter finns listade i Catalogue of Life.